# Palácio Real de Madrid

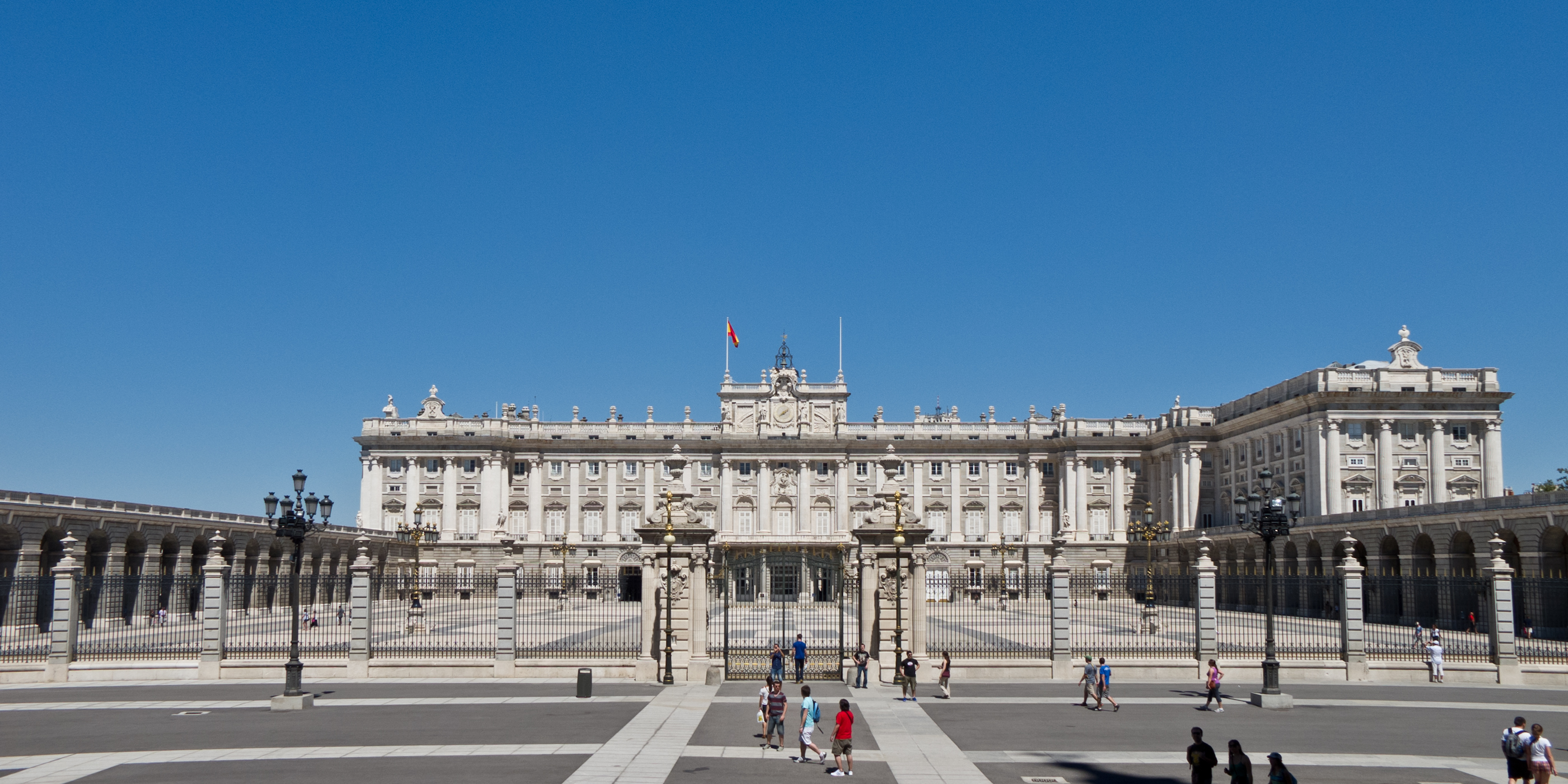
Palácio Real de Madrid, fachada sul, com a Plaza de la Armería em primeiro plano

O Palácio Real de Madrid, também denominado de Palácio de Oriente e, durante a Segunda República Espanhola, de Palácio Nacional, é a residência oficial do Rei de Espanha, situado em Madrid, a capital espanhola. Com uma área de 135 mil m² e 3.418 quartos, é o maior palácio em funcionamento da Europa.
Foi construído no mesmo local onde se encontrava um outro palácio, denominado de Real Alcázar de Madrid, destruído por um incêndio que durou três dias, no ano de 1734. As obras começaram a 6 de Abril de 1738, quando se lançou a primeira pedra. O seu arquitecto foi Giovanni Battista Sacchetti.
O Palácio Real de Madrid continua a ser, oficialmente, a residência do Rei de Espanha, apesar de, na actualidade, o rei o utilizar somente para ocasiões de gala, almoços, recepções oficiais, entregas de prémios e audiências, já que a Família Real optou por viver num palácio mais modesto, o Palácio da Zarzuela. Os reis consideram que na sua residência do Monte de El Pardo podem mais facilmente preservar a sua intimidade que num palácio com as dimensões do Palácio Real de Madrid. Afonso XIII foi o último monarca a residir permanentemente no palácio, e Manuel Azaña o último chefe de estado a habitá-lo. Os aposentos privados utilizados por Afonso XIII estiveram em estado de semi-abandono durante muito tempo, estando em processo de restauro. Estes encontram-se na denominada Ala de San Gil.
Também se projecta a construção de um Museu de Colecções Reais nas proximidades, entre a Plaza de la Armería e la Almudena. Este edifício, em parte subterrâneo, albergará diversas colecções que permanecem armazenadas. Actualmente, o Palácio Real de Madrid é administrado pelo Património Nacional (Espanha), dependente do Ministério da Presidência.

## História do edifício
As origens do Palácio Real de Madrid remontam ao século IX, quando o emir do Emirado de Córdova, Maomé I, construiu uma edificação defensiva. Dois séculos mais tarde, após a sua conquista por Afonso VI de Castela, o primitivo castelo muçulmano transformou-se num alcázar, o qual seria ampliado sucessivamente pela Coroa ao longo dos séculos, até converter-se na sede da Corte com Filipe II de Espanha. O Real Alcázar de Madrid sucumbiu a um incêndio na Noite de Natal de 1734 e que duraria três dias (entre 24 e 27 de Dezembro). Foi Filipe V quem desejou que se construísse o palácio no mesmo lugar, simbolizando a continuidade da Monarquia Espanhola com a Casa de Bourbon. Para substituir o incendiado Alcázar pensou-se no arquitecto italiano Filippo Juvarra, mas o falecimento deste em 1736 determinou que o projecto fosse adjudicado a Giovanni Battista Sachetti, discípulo do anterior. Sachetti viu-se obrigado a modificar os planos do mestre que o havia projectado no sentido horizontal (e noutro lugar: os Altos de Leganitos), para poder adaptar-se ao menor espaço disponível; teve, assim, de ampliar para seis os três andares planeados por Juvarra, recorrendo aos entrepisos, frequentes na arquitectura italiana.
As obras começaram a 6 de Abril de 1738, com a colocação da primeira pedra, situado no eixo central da porta principal de Palácio, a cerca de onze metros de profundidade, formada por um grande silhar de granito côncavo, onde se colocou uma caixa de chumbo com amostras de cada uma das moedas em circulação legal naquele momento. Nas paredes exteriores do silhar colocou-se a siguinte inscrição em latim: 
Aedes Maurorum / Quas Henricus III Composuit /Carolus V amplificavit / et / Philipus III ornavit / Ignis Consumpsit Octavo Kal. Janvari /MDCCXXXIII / Tándem / Phipipus V Spectandas restitutit / Aeternitati / Anno  MDCCXXXVIII
A planta desenvolvida por Sachetti conservou a forma tradicional espanhola de pátio central rectangular, quase quadrado, com fortes salientes nos ângulos que recordam as torres do antigo Alcázar. As fachadas foram inspiradas nas que Bernini realizou para o Palais du Louvre em 1665. O alçado das fachadas consta de dois corpos: um corpo inferior almofadado, e outro superior, de Ordem Jónica, com gigantescas pilastras, rematados por cornija e balaustrada. Em frente da fachada principal, uma esplanada da forma à praça de armas semelhante à do incendiado Alcázar.

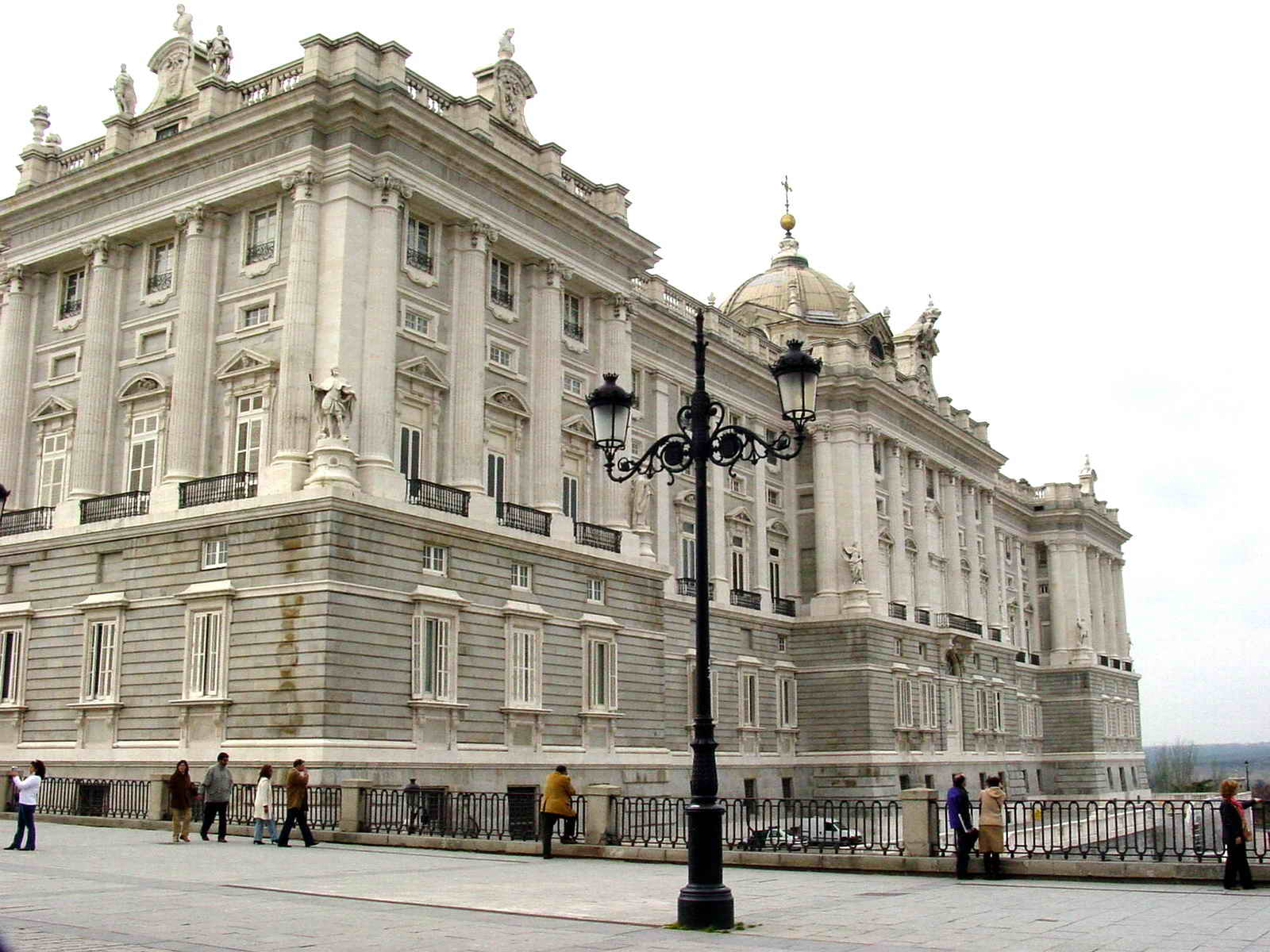
Vista da esquina Nordeste do Palácio Real de Madrid.

Situado sobre um terreno com inclinações pronunciadas sobre o Rio Manzanares, foi necessário criar um grande sistema de contrafortes para duas das fachadas, pelo que existem uma série de plataformas escalonadas, que tiveram que ser construídas para o lado poente, com um sistema interior de abobadamentos que praticamente chega até ao rio. Para a sua construção utilizaram-se ladrilhos, granito de Guadarrama, e calcário de Colmenar. Na sua estrutura não houve recurso à madeira por receio de um novo incêndio. No reinado de Fernando VI, a construção recebeu o seu maior impulso, finalizando-se a obra externa. A conclusão das obras interiores demoraram bastantes mais anos, não podendo o palácio ser habitado por Carlos III até ao ano de 1764, embora, nessa época ainda faltassem as decorações de alguns salões. A construção durou, portanto, vinte seis anos, embora as obras complementares tenham continuado pelos reinados seguintes, só podendo ser dado por terminado durante a regência de Dona Maria Cristina de Habsburgo-Lorena (regente entre 1885 e 1902).
Embora o arquitecto principal do palácio tenha sido Sachetti, às suas ordens trabalharam outros arquitectos, destacando-se entre eles Ventura Rodríguez e Francesco Sabatini. Ante a falta de espaço para as secretarias de Estado, arquivos e dependências várias, Sachetti recebeu o encargo da ampliar o palácio. A ideia original era enquadrar a praça de armas com uma série de construções onde se pudessem alojar as diferentes dependências e ampliar para Norte, seguindo a mesma estrutura do edifício com uma grande edificação. As obras começaram rapidamente, mas foram interrompidas pouco depois, tendo os seus alicerces permanecido enterrados na esplanada que se formou depois e onde posteriormente se construíram as cavalariças; outro dos arquitectos foi frei Martín Sarmiento, que idealizou os motivos ornamentais do exterior do edifício, embora o seu projecto tenha ficado muito reduzido na sua expressão final. O Marquês de Balbueno foi o administrador dos fundos destinados à construção do novo palácio.

## Interior
O interior do edifício destaca-se pela sua riqueza, tanto pelo uso de todo o tipo de materiais nobres como por estar ricamente decorado por artistas como Goya, Velázquez, El Greco, Rubens, Tiepolo, Mengs e Caravaggio. Também são mantidas no palácio diversas colecções reais de grande importância histórica, incluindo a Armaria Real, com armas e armaduras que datam do século XIII em diante, assim como a maior colecção mundial de Estradivários, as colecções de tapeçarias, porcelana, mobiliário e outras obras de arte de grande importância histórica.

### Os elementos mais significativos do interior

#### Escadaria Principal
A Escadaria Principal é o resultado de uma modificação de Sabatini sobre o projecto original de Sachetti, que a havia desenhado com outro tramo idêntico. A reforma realizou-se por desejo de Carlos III, já que lhe parecia inadequado o ingresso às habitações Reais, uma vez que com a escadaria dupla não havia mais que uma obscura passagem que dava acesso aos salões oficiais a partir da escadaria. Além disso, com esta modificação, podia usar-se o espaço do tramo encerrado para construir um grande salão de baile, actualmente conhecido como Salão de Colunas.
Os degraus da escadaria, fabricados em mármore de San Pablo (Toledo), estão lavrados, cada um, numa única peça de cinco metros de comprimento e escassa altura, tendo, portanto, uma subida pouco pronunciada. A escadaria tem um único braço desde a sua base até ao primeiro patamar, onde se divide em dois braços paralelos com balaustrada, a qual está adornada com leões de mármore, obra de Felipe de Castro e Roberto Michel. A abóbada está decorada com estuques brancos e dourados, além de pinturas de Corrado Giaquinto, chamado por Fernando VI para a composição pictórica que representa "O Triunfo da Religião e da Igreja".

#### Salão de Colunas
A arquitectura desta sala é igual à da Escadaria Principal, já que resultou da caixa projectada por Sachetti. Foi utilizada para a celebração de bailes e banquetes até 1879. Nesse ano, foi usado para o velório da Rainha Maria de las Mercedes, esposa de Afonso XII, tendo-se decidido construir um novo salão de baile, que é actualmente a Sala de Refeições de Gala. Também se celebrava neste salão o cerimonial do "Lavatório e Comida de Pobres", na Quinta-feira Santa, dia em que o Rei e a Rainha, ante Grandes de Espanha, Ministros, corpo diplomático e hierarquia eclesiástica, davam de comer e lavavam os pés a vinte cinco pobres.

#### Salão de Gasparini
O Salão de Gasparini é um dos mais formosos salões do palácio, tendo sido realizado durante o reinado de Carlos III e chegado aos nossos dias praticamente sem nenhuma alteração. Era o lugar onde o Rei se vestia em presença da Corte, segundo o costume da época. A sua decoração apresenta grandes originalidades do tipo chinoiserie em estilo Rococó, tendo sido realizada por Matías Gasparini. Com os seus cento e cinquenta metros quadrados, é um dos maiores salões do palácio. Na sua decoração cabe destacar o relógio situado sobre a chaminé, obra de Pierre Jacquet Droz, com figuras vestidas à moda do século XVIII, que bailam quando, ao dar as horas, um pastor sentado toca flauta.
Nos jantares de gala oferecidas pelos Reis, é neste salão que se servem o café e os licores.

#### Saleta de Porcelana

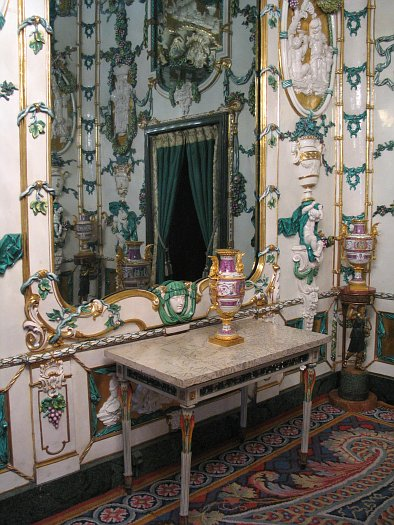
Sala de Porcelana.

A Saleta de Porcelana tem as paredes e o tecto completamente recobertos por placas de porcelana, sujeitas a uma armação interior de madeira, montadas de tal forma que as suas uniões ficam dissimuladas entre adornos de telas e entalhes a imitar porcelana. É obra da primeira etapa da Fábrica do Buen Retiro, a sua fase de maior esplendor. Foi realizada entre 1765 e 1770, atribuindo-se a José Gricci, Genaro Boltri e Juan Bautista de la Torre, os mesmos que realizaram o Salão de Porcelana do Palácio Real de Aranjuez. A Saleta de Porcelana foi executada num estilo rococó mais próximo do neoclassicismo, com o uso cores mais sóbrias. O solo foi realizado sobre un desenho de Gasparini.

#### Sala de Refeições de Gala

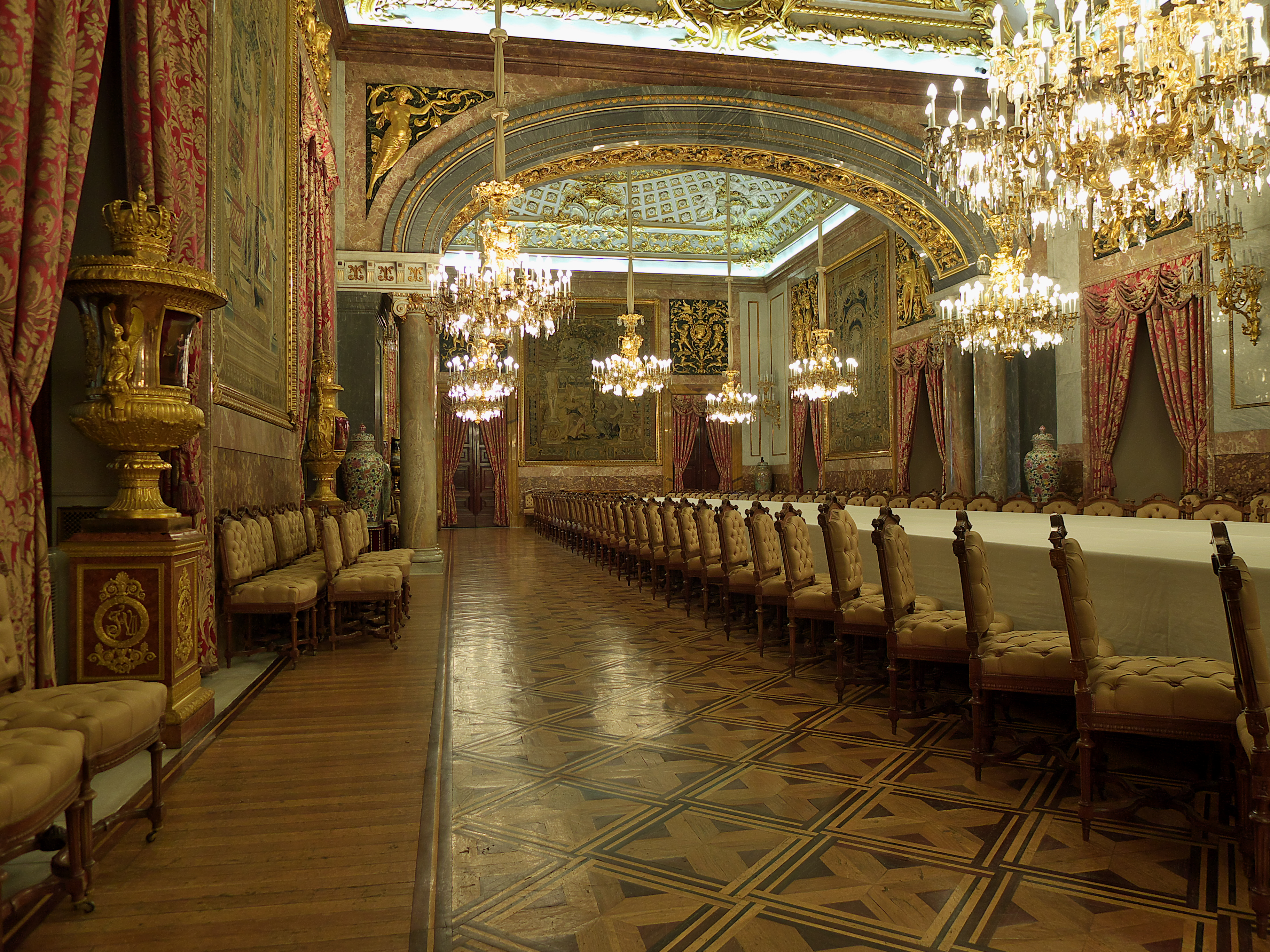
Sala de Refeições de Gala.

A Sala de Refeições de Gala, com uma superfície de quatrocentos metros quadrados, é formada por três divisões que constituíam o "Quarto da Rainha" Maria Amália da Saxônia, esposa de Carlos III, a qual nunca as chegou a utilizar por falecer antes da sua finalização. A sua construção foi ordenada pelo Rei Afonso XII para usá-la como salão de baile e nova sala de refeições, utilizando-se pela primeira vez aquando do seu segundo matrimónio, com Maria Cristina de Habsburgo-Lorena, no ano de 1879. Está decorado com tapetes de Bruxelas do século XVI, jarras de porcelana chinesa do século XVIII e peças da vila francesa de Sèvres.

#### Salão dos Espelhos
O Salão dos Espelhos era utilizado como toucador da Rainha Maria Luísa de Parma, esposa de Carlos IV, num estilo neoclássico, sendo um dos salões mais belos do palácio, para o que contribuem os rodapés de mármore rosado e os paramentos das paredes, cobertos por uma fina ornamentação em estuque na qual predomina o branco e o azul. Os grandes espelhos que dão nome ao salão estão guarnecidos com ouro e azul, rodeados de estuques coloridos sobre fundo branco com motivos vegetais. Nesta sala cabe destacar o velador central, de mogno e bronze dourado, realizado por Thomiere em 1788. A Família Real utilizou-o nos tempos de Afonso XIII como salão de música.

#### Salão do Trono

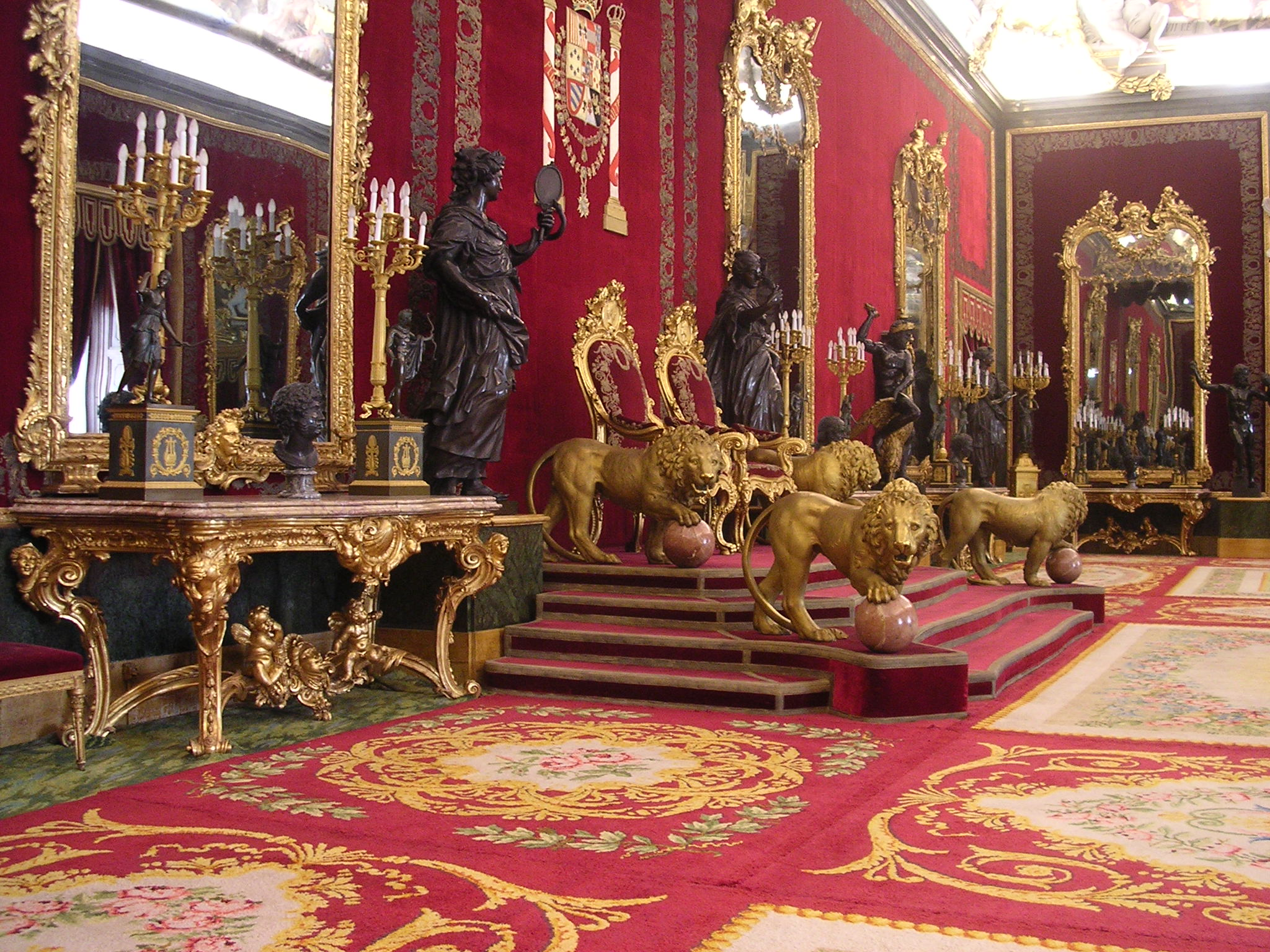
Salão do Trono

O Salão do Trono, conhecido no século XVIII como "Salão de Embaixadores" ou "Salão de Reinos", conserva o aspecto da época da sua decoração durante o reinado de Carlos III. O salão é presidido por dois tronos com as esfinges dos actuais Reis de Espanha, os quais são cópia exacta do trono da época de Carlos III. Todo o salão está atapetado em veludo encarnado com orlas de estilo rococó de prata dourada trazidas de Nápoles. De ambos os lados do trono situam-se quatro leões de bronze dourado realizados para Filipe IV e que, juntamente com outros oito que se conservam no Museu do Prado, foram usados na decoração do Salão de Reinos do anterior Alcázar.
Decoram o salão doze consolas douradas de estilo rococó acompanhadas, cada uma delas, com os seus espelhos correspondentes realizados na Real Fábrica de Cristais da Granja. Tanto os espelhos como as consolas apresentam diferente desenho dentro de uma unidade de traçado. As consolas foram desenhadas por Ventura Rodríguez para ocupar o mesmo lugar onde continuam colocadas na actualidade. Representam, juntamente com os espelhos, as quatro estações do ano, os quatro elementos e os quatro continentes conhecidos naquele momento. Peças importantes são as estátuas, algumas delas realizadas em Roma por discípulos de Bernini e trazidas por Velázquez por encomenda de Filipe IV. As aranhas que iluminam este salão datam da época de Carlos III e foram executadas em prata e compostas por contas de cristal de rocha engastadas com fio de prata. Na abóbada destaca-se a alegoria pintada por Tiépolo em 1764 e que representa "A Grandeza da Monarquia Espanhola".

#### Capela Real
A Capela Real situa-se ao centro do lado Norte do andar principal do palácio. Tem acesso a partir da galeria que rodeia o pátio central, sendo um dos pontos mais interessantes do ponto de vista arquitectónico.
Sachetti realizou o primeiro projecto, mas Fernando VI inclinou-se para o projecto realizado em 1749 por Ventura Rodríguez, ajudante de Sachetti, o qual  seria realizado entre 1750 e 1759. A planta é de tipo central ou elíptica, estando coroada por uma cúpula de meia laranja. Por último, 16 colunas de mármore negro de uma única peça, coroadas com capiteles em estuque dourado, estão adossadas a cada um dos ângulos que descrevem a planta, salvo no átrio, que apresenta pilastras negras que imitam o mármore. A distribuição da capela é clássica; enquanto a Este se situa o altar-mor de  mármore, a Norte, o altar do evangelho, a Oeste o órgão, e o átrio é o vestíbulo. Os assentos Reais ficam no lado Norte, próximo do altar-mor à sua direita.
O pintor Giaquinto foi encarregado de desenhar e dirigir os trabalhos da decoração da Capela Real. O próprio Giaquinto pintou os afrescos da capela e do átrio. Os anjos da cúpula foram realizados por Filipe de Castro. Sobre o altar-mor existe um quadro do Arcanjo São Miguel Bayeu, abaixo do altar do evangelho encontram-se as relíquias de São Felix, e acima o quadro da Anunciação de Mengs. O dossel e as poltronas dos soberanos são da época do Rei Fernando VI e foram realizados fundo branco com bordaduras de prata e sedas coloridas. O órgão, construído em 1778, é considerado como uma autêntica obra prima.

#### Real Biblioteca
A Real Biblioteca ocupa o ângulo Noroeste do palácio e consta de dois andares mobilados com estantes de mogno. As suas colecções constam de livros, medalhas e moedas em número de 300.000 obras impressas, 4.000 manuscritos, 3.000 obras musicais, 3.500 mapas, 200 gravuras e desenhos, e cerca de 2.000 moedas e medalhas.
O seu catálogo está informatizado, e pode ser consultado através da página oficial da Real Biblioteca.

##### História da Real Biblioteca

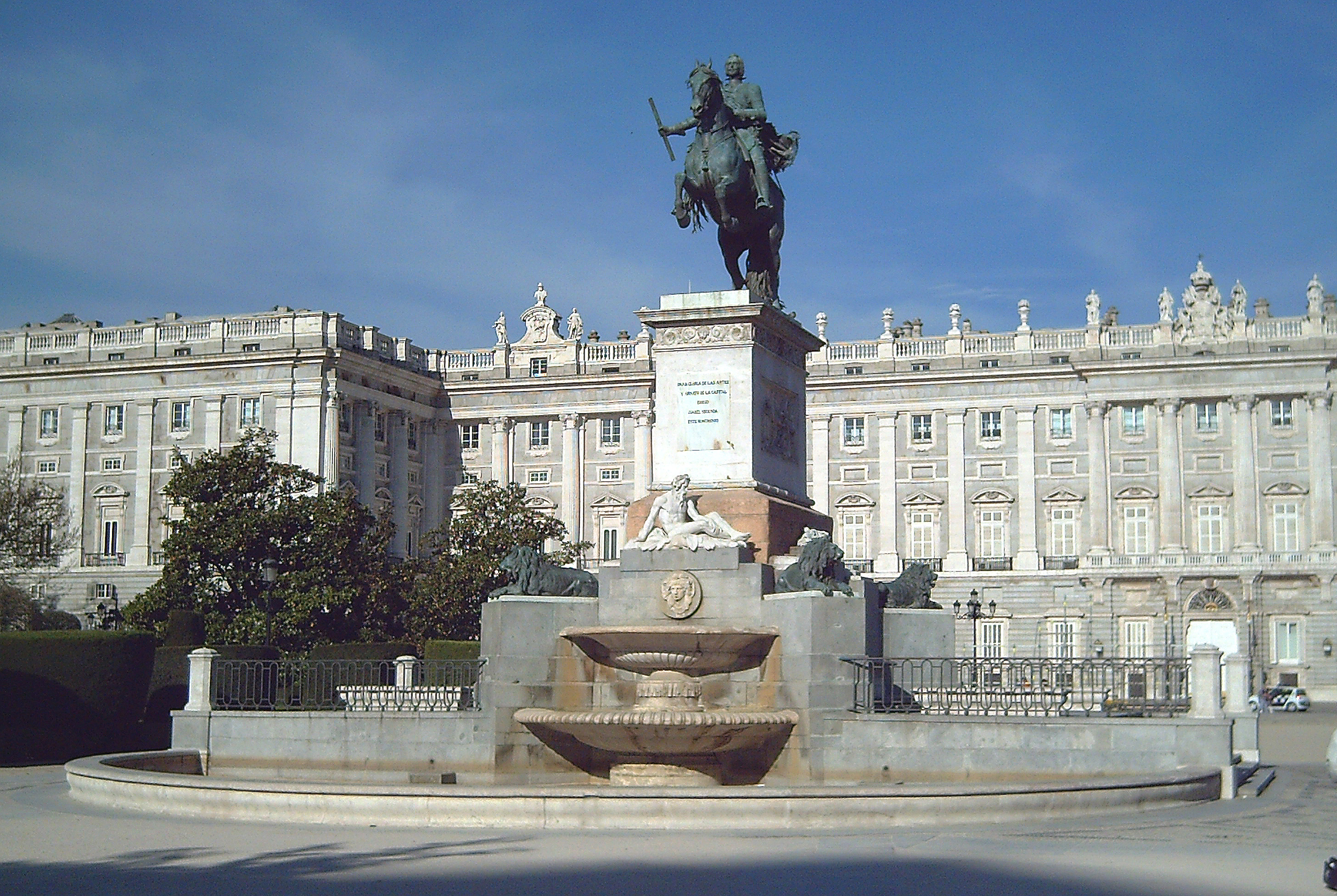
Monumento a Filipe IV na Plaza de Oriente, com o Palácio Real de Madrid ao fundo

A Real Biblioteca é a que, com os nomes de Real Particular ou de Câmara, serviu como biblioteca privada aos Reis da Casa de Bourbon desde a chegada de Filipe V. A esta instituição deve opor-se o termo de Real Pública, com o qual se destinguiu da Privada, e que actualmente é a Biblioteca Nacional. Ambas as instituições tiveram uma origem comum. A sua separação definitiva produziu-se em 1836, ano no qual a Real Pública passou para as mãos do Estado e a ser gerida pelo Ministério do Interior da Espanha.
Na constituição do fundo original da Real Biblioteca é perceptível o afã por reproduzir um Gabinete de Belas Artes, no qual as diferentes colecções, não somente bibliográficas, compartilhassem o mesmo espaço. Assim, instrumentos musicais, medalhas e moedas, utensílios de desenho e aparelhos utilizados para a investigação científica e matemática, convivem com manuscritos, impressos, mapas e partituras musicais.
A Biblioteca Particular dos Reis continuou a crescer, deslocando-se com os seus proprietários durante os anos que durou a construção do novo palácio depois do incêndio do Real Alcázar em 1734. Os inventários conservados da época de Carlos III revelam o predomínio do livro impresso na biblioteca, embora se deva à iniciativa deste monarca a incorporação na Real Biblioteca da colecção de manuscritos de idiomas da América, reunidos por José Celestino Bruno Mutis y Bosio em 1787.
As aquisições de livros mais notáveis correspondem ao reinado de Carlos IV. Entre as colecções que ingressaram então, cabe destacar as bibliotecas particulares de ilustrados como Mayans y Siscar e Francisco de Bruna, Ouvidor da Audiência de Sevilha e amigo pessoal de Gaspar Melchor de Jovellanos. A estes fundos somaram-se os numerosos livros procedentes das bibliotecas particulares do Conde de Mansilla e do Conde de Gondomar. Deste último conserva a Real Biblioteca não só a sua magnífica colecção de livros impressos e manuscritos, mas também uma copiosa correspondência que ascende a mais de 20.000 cartas. Pela sua especial condição de Livraria da Coroa, ingressaram também na Real Biblioteca fundos de carácter arquivístico do Arquivo Geral de Simancas e da Secretaria de Graça e Justiça. De tal ministério foram trazidos, em virtude da Ordem Real de 1807, os manuscritos de Francisco de Zamora, Manuel José de Ayala, Areche e a colecção Muñoz.

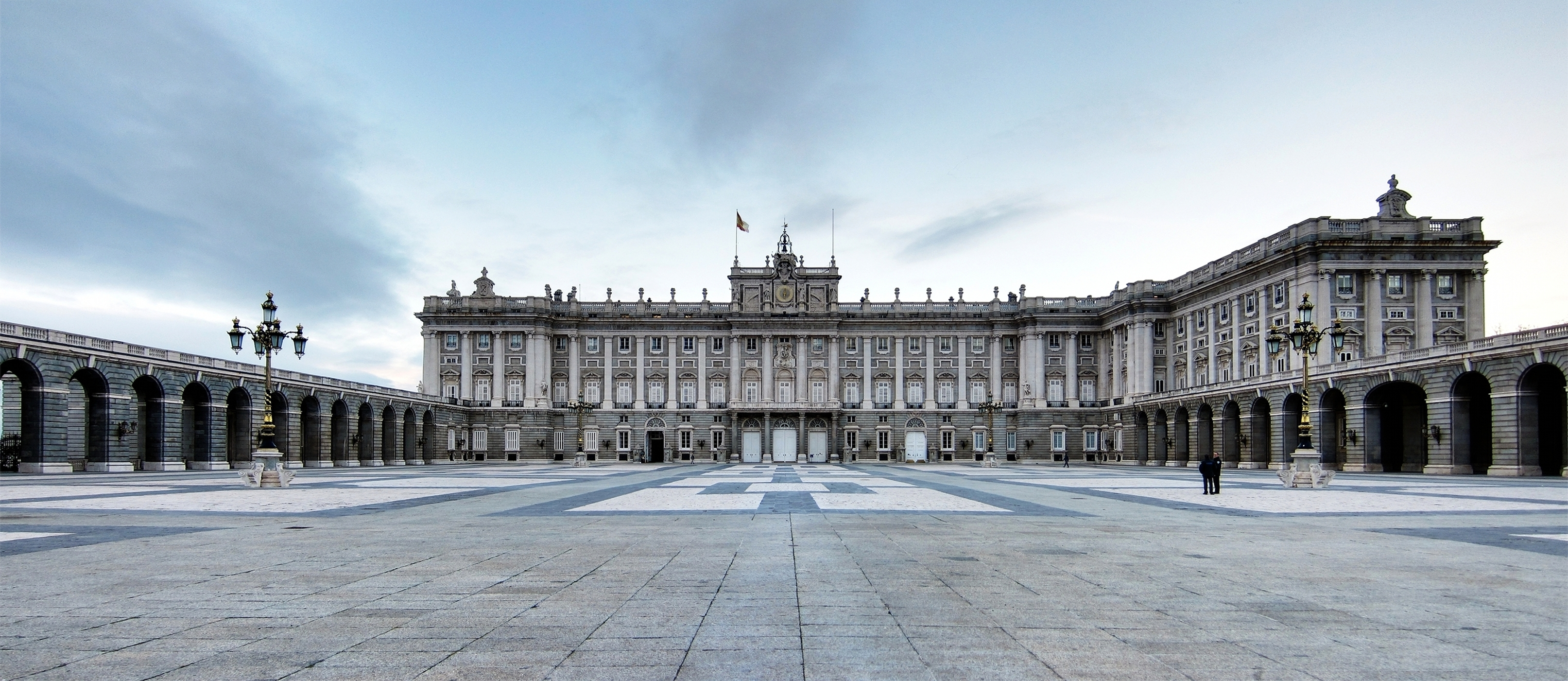
Pátio de honra do Palácio Real de Madrid

O incremento de livros na colecção Real foi constante desde o nascimento da Biblioteca. Herança do seu fundador, Filipe V de Espanha, foi também propósito renovado pelos seus sucessores de enriquecer a livraria com coisas «singulares, raras e extraordinarias». Consequência dessa secular tradição, que tende a reunir a biblioteca e o museu, é o ingresso na Real Biblioteca dos magníficos álbuns de História Natural e de Antropología de Vilella, na época de Carlos IV; ou o aumento, secundado por todos os monarcas, da colección de partituras musicais manuscritas e impressas, tão vinculada à Rainha Bárbara de Bragança, ou a incorporação do Monetário de Baldiri na época de Fernando VII. Aquando da morte deste Rei, a biblioteca havia sido enriquecida com uma refinada série de encuadernações e os livros, cada vez mais numerosos, mudaram para o lugar que ocupa actualmente a Real Biblioteca.
Os vaivéns políticos do século XIX produziram um abandono dos projectos culturais de âmbito nacional promovidos pela coroa e não poucas vezes planificados pelos bibliotecários mais salientes, o que derivou no favor particular de escritores, artistas e editores que corresponderam à protecção Real com o envio dos seus livros. 
A organização material da Biblioteca e a catalogação científica dos seus fundos iniciou-se com o reinado de Afonso XII. Desde então, a principal preocupação da Real Biblioteca tem sido conservar adequadamente o seu património, aumentá-lo selectivamente e difundi-lo mediante catálogos gerais e específicos, alguns, como o de Crónicas gerais de Espanha ou o de Manuscritos de América, de referência obrigatória entre os especialistas. A automatização do fundo bibliográfico e a edição de um novo catálogo geral de manuscritos e impressos foi a última grande tarefa emprendida pela Real Biblioteca, em 1992.

##### Encadernações históricas da Real Biblioteca
A Real Biblioteca alberga uma das melhores mostras de encadernação histórica que pode ver-se , actualmente, na Europa. Desde o classicismo oitocentista até às propostas de art decó, as representações são numerosas e eminentes.
Quanto à selecção, o ponto de partida tem sido a listagem das encadernações com autoria registada no campo correspondente à Base de Dados do "Património Bibliográfico do Património Nacional" (IBIS). Por questões práticas e de coerência da colecção, restringiu-se a selecção aos volumes localizados na Real Biblioteca. O acesso aos volumes seleccionados para serem conduzidos ao local de trabalho do fotógrafo permitiu uma rigorosa inspecção ocular das salas e depósitos da biblioteca, o que aconselhou incluir zelosamente, seguindo critérios artísticos, históricos ou de representatividade da colecção, outras encadernações alheias à listagem inicial. Muitas das encadernações seleccionadas estavam descritas nas "Encadernações" de M. López Serrano, outras na "Encadernação e Identificação", pelo que, finalmente, foi decidido esvaziar ambos os catálogos. 
Predomina a encadernação dos séculos XVIII e século XIX, embora também estejam representados os séculos anteriores a partir do XVI.
A partir de 1993 renovou-se uma prática muito característica do fundo da Real Biblioteca: as encadernações de arte com a cifra Real. Os livros eleitos para serem revestidos com estas galas são os procedentes do certame anual do prémio "Rainha Sofia de Poesia Iberoamericana". Os encadernadores são artistas cujo nome já faz parte da história da encadernação contemporânea: os irmãos Galván, Manuel Bueno, José Luis García, Ramón Gómez Herrera, Antolín Palomino, Andrés Pérez Sierra ou Ana Ruiz Larrea. Este hábito, além de dar continuidade à tradição de encadernações valiosas conservadas na Biblioteca, recupera o sentido de cópia de apresentação que tradicionalmente se tem dado nas bibliotecas Reais aos livros realizados sob o patrocínio intelectual ou económico da coroa.

#### Aposentos privados
Os aposentos privados foram utilizados como residência, propriamente dita, dos soberanos Isabel II, Afonso XII e Afonso XIII. Ocupando o prolongamento (ala de San Gil) feito por Sabatini, em volta da Plaza de la Armería e da Calle de Bailén, são de menor tamanho que o resto das habitações do palácio e possuem uma decoração mais "burguesa".

## Colecções

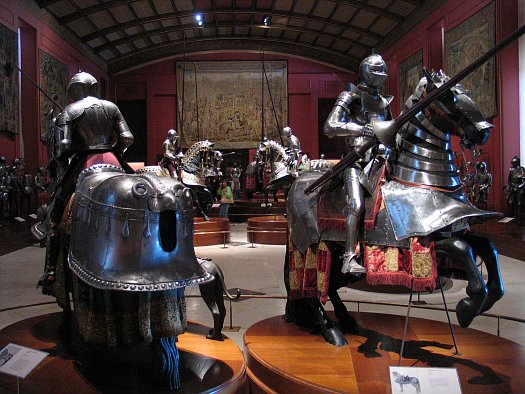
A Armaria Real.

O Palácio Real de Madrid tem uma grande e variada quantidade de colecções artísticas da mais diversa índole, que vai desde a pintura à Real Farmácia com os seus potes:
As colecções mais significativas são as seguintes:

### Pintura
O que conserva o palácio são os restos da grande colecção Real, uma vez que a maior parte passou a formar parte do Museu do Prado no século XIX. Conta-se que Fernando VII decretou a fundação do Prado para desfazer-se de tantos quadros, pois preferia decorar o palácio com papéis pintados e candeeiros, à moda francesa.
Além dos valiosos afrescos de Tiepolo e outros, destacam-se no palácio vários quadros de Francisco de Goya, como dois pares de retratos, com diferentes trajos, de Carlos IV e sua esposa, Maria Luísa de Parma. O Prado possui exemplares de dois deles, mas são cópias pintadas por Agustín Esteve, sendo os do palácio os autênticos. De Diego Velázquez existem alguns exemplos de menor interesse. Outros autores mencionados nos inventários são Peter Paul Rubens, Giovanni Battista Tiepolo, Anton Raphael Mengs, Caravaggio, com um famoso quadro de Salomé, assim como Luca Giordano, pintor napolitano que trabalhou ao serviço de Carlos II. Retratistas da Corte bourbónica, como Louis-Michel van Loo, Winterhalter e Laszlo, contam também com uma presença lógica. Watteau, figura chave do Rococó francês, conta com duas pinturas, das poucas obras suas existentes em Espanha. As obras estão distribuidas pelos salões e por uma zona habilitada como museu de pintura, embora seja previsível que pelo menos uma parte seja levada para o futuro Museu de Colecções Reais.

### Escultura
No Palácio Real as séries de escultura são de importância menor em relação à colecção de pintura, mas a série do século XVII, procedente do anterior Alcázar, é de um carácter excepcional. Os principais escultores representados são Mariano Benlliure, Gian Lorenzo Bernini, Antoine Coysevox e Agustín Querol. Sobressai a série de "Os Planetas" do Salão do Trono.

### Mobiliário
O grande valor do mobiliário do palácio reside na sua autenticidade, pois são muito poucos os móveis de estilo moderno presentes nos seus salões (situados principalmente nos aposentos privados). A maior parte dos móveis correspondem à época de construção do palácio e reinados sucessivos, mostrando uma série ininterrupta de estilos rococó, neoclássico, império e isabelino. Algumas das séries de móveis mais importantes encontram-se nos salões de Gasparini, Trono e Espelhos. Cabe destacar "A Mesa das Esfinges", de estilo império, situada no Salão de Colunas, sobra a qual se assinou a entrada da Espanha na União Europeia.

### Relógios
Considerada a maior e melhor colecção de relógios da Espanha, também é uma das principais no mundo. O relógio denominado de "El Calvário", do século XVII e construído em Nuremberga, é o mais antigo, enquanto que a existência de um grande número de relógios da época império se deve à aficção pelos relógios do Carlos IV. Há a destacar um relógio oferecido pelo presidente do Peru ao Rei Afonso XIII em 1906, e construído em 1878, pela riqueza de materiais usados para a sua elaboração, como o ouro, prata marfim, etc. A importância da colecção de relógios radica sobretudo nos relógios de época em estilo rococó, construídos para o Rei Fernando VI pelo relojoeiro suiço Jacquet Droz.

### Porcelanas
No palácio existem porcelanas de todas as épocas, estilos e procedências, sendo as mais valiosas as pertencentes aos serviço das bodas dos reis Carlos III e Maria Amália da Saxônia.

### Tapetes
Considerada a principal colecção de tapetes no mundo, a colecção do Palácio Real de Madrid compõe-se fundamentalmente por tapetes fabricados em Bruxelas e pelos realizados pela Real Fábrica de Santa Bárbara sobre cartões de Francisco de Goya. Há a destacar os tapetes que cobrem as paredes da Sala de Refeições de Gala.

### Real Farmácia
Durante o reinado de Filipe II, quando a Real Farmácia se converteu num apêndice da Casa Real com ordem para abastecê-la de medicamentos, função que ainda mantém. A Real Farmacia que existe na actualidade foi fundada como Museu de Farmacia em 1964. As salas de destilação e as duas salas adjacentes à farmácia foram reconstruídas tal como eram durante os reinados de Afonso XII e Afonso XIII. Os frascos são anteriores e são formados por frescos realizados nas fábricas da Granja de San Ildefonso e de Porcelana do Buen Retiro, mas também existem utensílios fabricados em louça de Talavera no século XVII.

### Armaria Real
Considerada, juntamente com a Armaria Imperial de Viena como uma das dos melhores do mundo, a Armaria Real é formada por peças que vão do século XV em diante. São de destacar as peças de torneio realizadas para Carlos V e I e Filipe II pelos principais mestres armeiros de Milão e Augsburgo. Entre as peças mais apelativas sobressaem a armadura e instrumentos completos que o Imperador Carlos V e I  empregou na Batalha de Mühlberg, e com os quais foi retratado por Tiziano no famoso retrato equestre do Museu do Prado. Infelizmente, partes da armaria perderam-se durante a Guerra Peninsular e a Guerra Civil Espanhola.

## Jardins

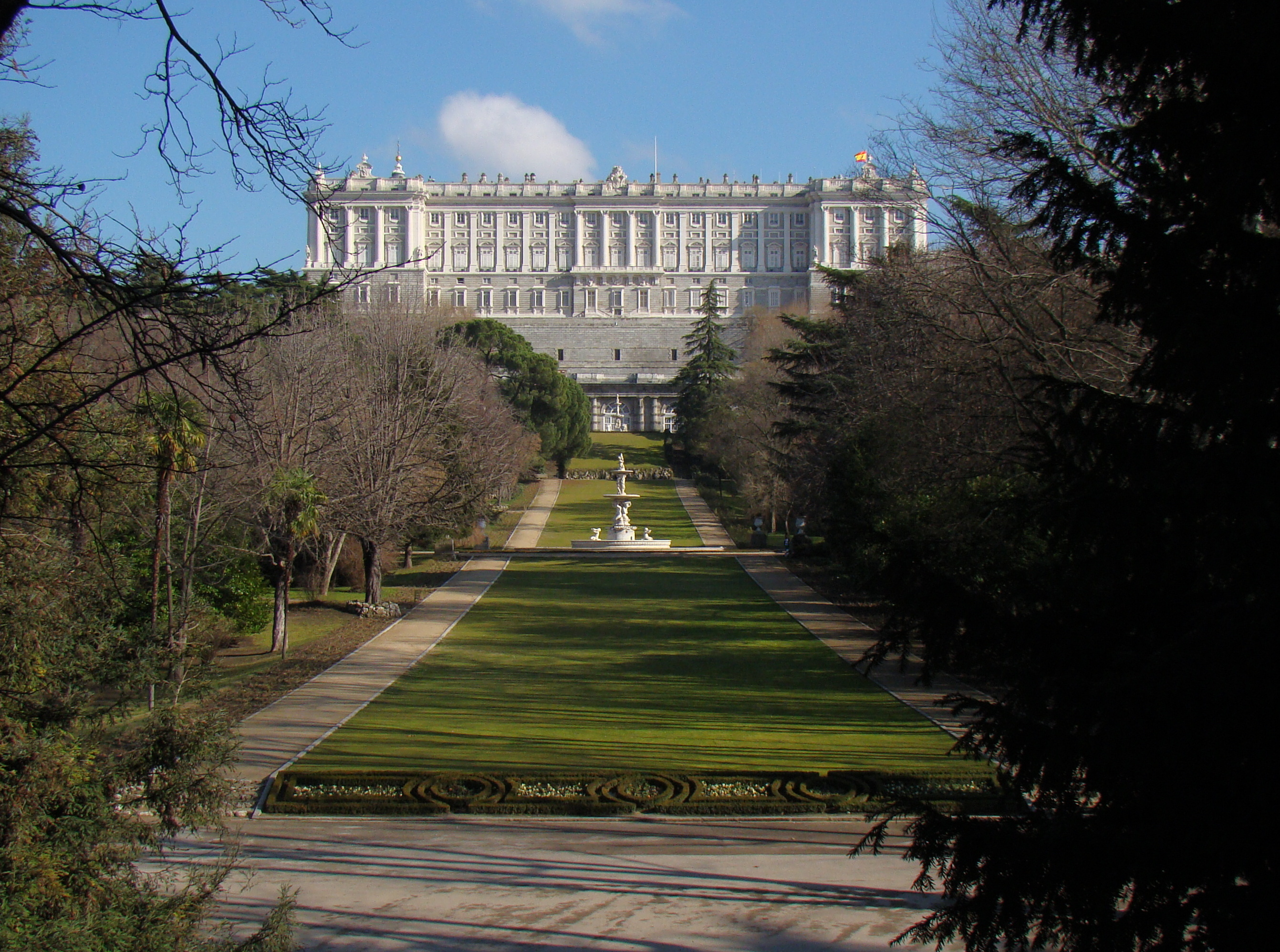
Jardins do Campo do Mouro.

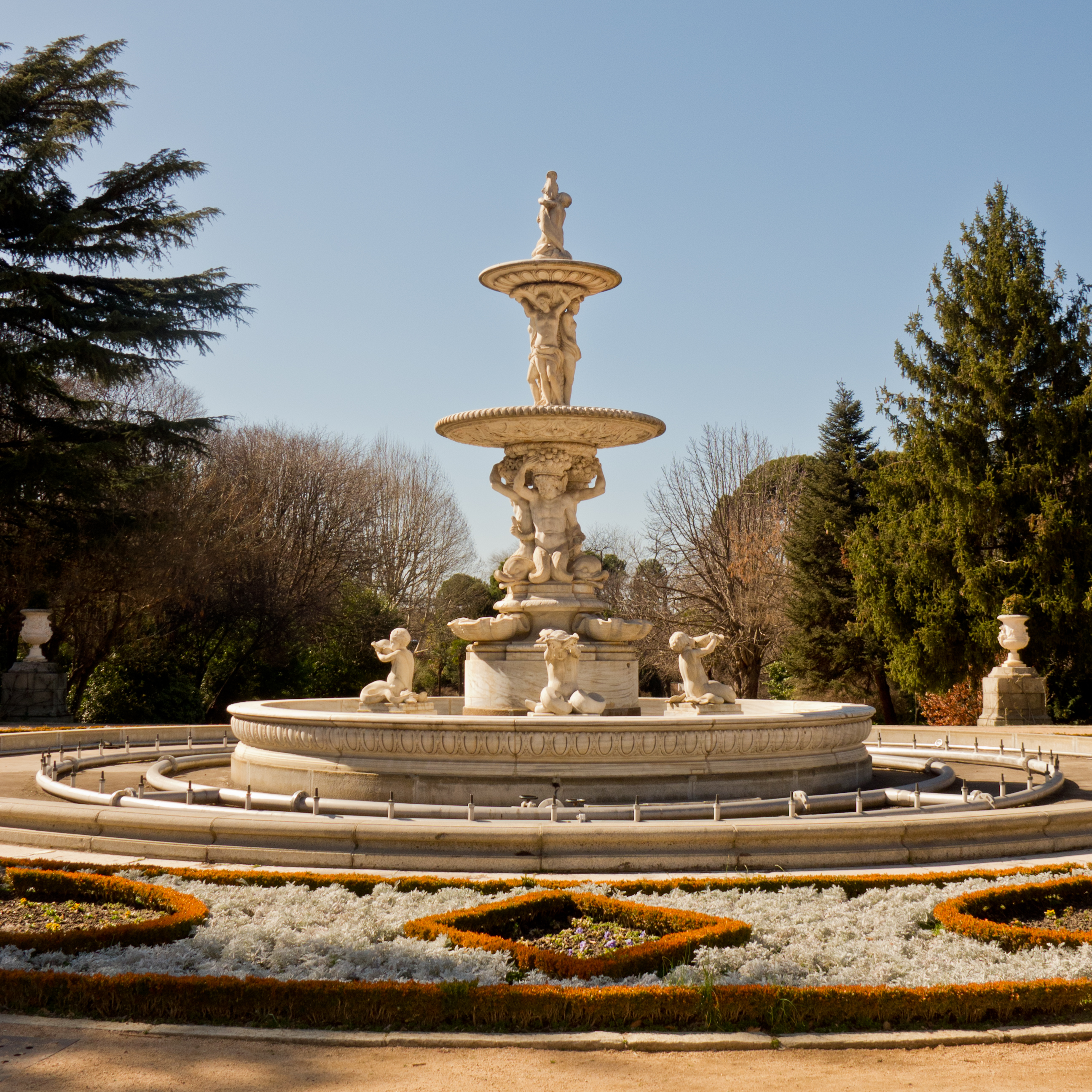
Fonte das Conchas nos Jardins do Campo do Mouro.

### Jardins do Campo do Mouro
Estes Jardins devem o seu nome ao facto de este lugar ter sido usado pelos muçulmanos para acampar as tropas que sitiavam a cidade na Idade Média. As primeiras obras para acondicionar os jardins devem-se a Filipe IV, o qual transformou o lugar construindo fontes e plantando diferentes tipos de vegetação, mas ainda assim estava bastante descuidado. Durante a reconstrução do Palácio Real, no século XVIII, realizaram-se diversos projectos de ajardinamento baseados nos jardins do Palacio Real de La Granja de San Ildefonso, os quais não se chegaram a realizar por falta de fundos. Só no reinado de Isabel II se começou o ajardinamento a sério do Campo do Mouro. Nesta época desenhou-se um grande parque e instalaram-se fontes trazidas do Palácio Real de Aranjuez. Infelizmente, com a queda de Isabel II houve um período de abandono e descuido, durante o qual se perdeu uma parte do desenho do jardim, o quel era de tipo romântico. Durante a regência de Maria Cristina iniciaram-se uma série de obras de recuperação, ortogando-lhe um desenho actual, de acordo com o traçado dos parques ingleses do século XIX.

### Jardins de Sabatini
Os Jardins de Sabatini ficam situados na parte Norte, entre o Palácio Real, a Calle de Bailén e a Cuesta de San Vicente. De desenho francês, são uns jardins de carácter monumental, criados na década de 1930. São chamados de Jardins de Sabatini porque estão no lugar destinado às cavalariças construídas por Sabatini para o Palácio Real. Estes jardins estão adornados com um lago e, em seu redor, algumas das estátuas dos Reis espanhóis que no inicio estavam destinadas a coroar o Palácio Real, mas que não se colocaram na sua posição original porque o peso resultava excessivo para a estrutura do palácio. No seu interior, combinando com os jardins, também existem fontes, situadas geometricamente entre os seus passeios.
Os jardins estão rodeados por uma cerca, a qual abre as suas portas às nove horas da manhã e as encerra às oito ou às nove da tarde, de acordo com o horário de Inverno ou de Verão, respectivamente.

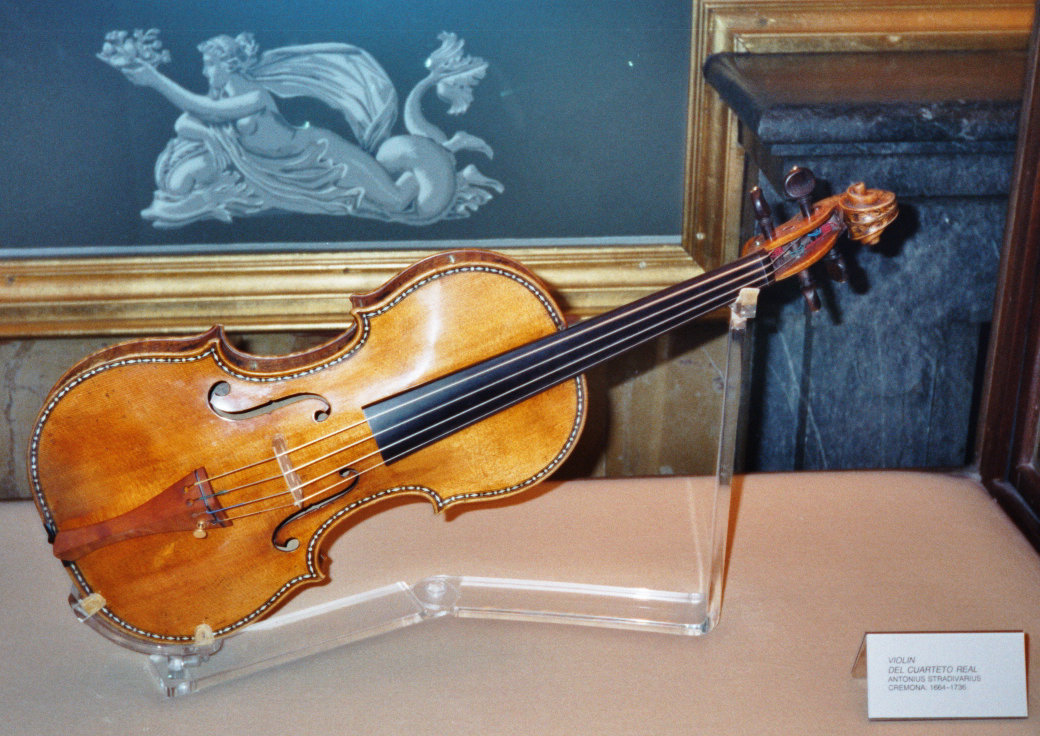
Um violino Estradivário da colecção do Palácio Real de Madrid.